# Butywid
Butywid, lit. Butvydas (Pukuwer alias Butumer) – jeden z władców plemion litewskich. Rządził w latach (1291–1296). Jednym z jego synów był według Piotra z Dusburga Giedymin – dziad Władysława II Jagiełły. Wzmiankowany przez kronikarzy: Piotra z Dusburga i Jeroschina.
Przypuszcza się, że po śmierci Trojdena (w 1281/1282 r.) doszło na Litwie do rodzaju rozbicia dzielnicowego. Źródła podają kilku władców jednocześnie, np. ruskie latopisy wzmiankują pod rokiem 1285 o śmierci "wielkiego księcia" Dowmonta, pod 1289 wspominają jednocześnie dwóch władców: Budikida i Budiwida. Źródła krzyżackie wzmiankują w 1290 r. o królu Butegeyde (być może tożsamym z Budikidem), królu Maseke oraz innych "regules". Pukuwer mógł być więc początkowo jednym z wielu książąt. Prawdopodobny założyciel dynastii Giedyminowiczów. Ojciec Witenesa i prawdopodobnie ojciec Giedymina (część autorów uważa, że był wujem Giedymina). Rządził krótko i najczęściej wyręczał się synem Witenesem, ten z woli ojca dwukrotnie najeżdżał Polskę: w 1291 r. najechał Kujawy, a w 1294 r. Mazowsze.